# John Young, Jr.
John Young jr. född 16 mars 1922 i Little Rock Arkansas död 1954, amerikansk kompositör, sångtextförfattare och musiker (piano).